# Retijščina
Retijščina je izumrli tirenski jeziki, ki se ga je govorilo na območju staroveške Retije v predrimskem in rimskem času. Jezik je poznan na osnovi okrog 280 zapisov, ki so datirani med peto in prvo stoletje pr. n. št. Zapise so našli v severni Italiji, južni Nemčiji, vzhodni Švici, Sloveniji ter zahodni Avstriji v dveh različnih staroitalskih pisavah. Retijščine ne smemo zamenjevati z današnjimi romanskimi jeziki na temu območju, ki so znani kot retijsko-romanski jeziki.